# Alain Bayout
Pas d'image ? Cliquez ici

a Compétitions nationales et continentales officielles uniquement.

Alain Bayout, né le 24 février 1960 à Saint-Germain-les-Vergnes, est un joueur français de rugby à XV évoluant au poste de trois-quart aile ou trois-quart centre. Il évolue successivement pour le CA Périgueux où il a été formé, le CA Brive puis le Brive olympique.

## Carrière

### Clubs successifs
Formé à Périgueux, Alain Bayout évolue au CA Brive de 1979 à 1985, disputant 59 matchs avec l'équipe première avec notamment une demi-finale du championnat de France en 1980 contre le Stade toulousain, perdu 22-9 au parc Lescure de Bordeaux.
Il quitte le haut niveau à l'âge de 25 ans puis rejoint le club voisin du Brive olympique.
- ????-1979 : Club athlétique Périgueux Dordogne
- 1979-1985 : Club athlétique Brive Corrèze Limousin
- 1985-???? : Brive olympique

### Sélections
- Équipe de France Juniors (-18, -19 et -21 ans)
- Équipe de France militaire.
- Équipe de France B (1 sélection)